# Imperio wari
El imperio huari (también escrito wari) fue una formación política que surgió alrededor del año 600 d C. en los andes centrales del Perú y duró unos 600 años, hasta el 1200 d. C. Operó aproximadamente al mismo tiempo que la cultura tiahuanaco y en un momento se pensó que se derivaba de ella. En 2008, los arqueólogos encontraron una ciudad prehispánica, las ruinas de Wari del Norte, también llamado Cerro Pátapo, cerca de la actual Chiclayo. El hallazgo fue el primero en mostrar un asentamiento extenso relacionado con la cultura huari tan al norte y demostrar que tenían una gran influencia política y comercial.

## Debate sobre la etiqueta «imperio»
Algunos académicos en el campo debaten si el Estado huari pueden denominarse «imperio». Por ejemplo, la arqueóloga Ruth Shady ha sugerido que la sociedad podría considerarse mejor como una red económica flexible de centros huaris.
Los eruditos que sostienen que la sociedad constituyó un imperio incluyen a William Isbell, Katherine Schreiber y Luis Lumbreras. Destacan la construcción de una extensa red de carreteras que unen las ciudades de provincia, así como la construcción de una arquitectura compleja y característica en sus principales centros, algunos de los cuales fueron bastante extensos. Los líderes tenían que planificar proyectos y organizar grandes cantidades de mano de obra para llevar a cabo dichos proyectos.
El descubrimiento a principios de 2013 de una tumba real imperial intacta, el Castillo de Huarmey, proporciona evidencia de la riqueza material y el poder político ejercido por los Wari durante siglos. El descubrimiento de los cuerpos de tres mujeres reales y su riqueza funeraria más los sesenta cuerpos que lo acompañan demuestra una cultura con la riqueza material, el poder político y el aparato administrativo para brindar una veneración extendida de los muertos reales.

## Relaciones políticas
El Imperio huari fue un estado de segunda generación de la región andina; tanto él como Tiahuanaco habían sido precedidos por el Estado moche de primera generación. Cuando se expandió para engullir nuevas organizaciones políticas, el Imperio Wari practicó una política de permitir que los líderes locales del territorio recién adquirido mantuvieran el control de su área si aceptaban unirse al imperio y obedecer a los Wari. Los huaris exigían la mita (trabajo público no recíproco para el estado) de sus súbditos como forma de tributo. Los trabajadores de la mita participaron en la construcción de edificios en la capital Wari y en las provincias.
La arqueóloga Joyce Marcus ha comparado la relación política entre los huaris y tiahuanacos con la de Estados Unidos y la Unión Soviética durante la Guerra Fría: los dos imperios no entraron en guerra por temor a la destrucción mutua. Los dos imperios se encontraron en lo que hoy es el departamento de Moquegua, donde las poblaciones huari y tiahuanaco coexistieron sin conflictos.

## Administración
Si bien los huaris probablemente tenían un poder organizativo y administrativo significativo, no está claro cuáles fueron los orígenes de sus formas políticas y artísticas. La evidencia emergente sugiere que en lugar de ser el resultado de los rasgos de tiahuanaco que se difunden hacia el norte, las formaciones ideológicas huari y tiahuanaco pueden ser rastreables a desarrollos anteriores en pucará, una cultura del Período Intermedio Temprano al norte del lago Titicaca. La política parece haber sobrevivido hasta ca. 1100 d. C., cuando colapsó, probablemente como resultado de cambios ambientales y tensiones sociopolíticas internas.